# Chan Yiwen
Chan Yiwen (* 25. September 2000 in Alor Setar) ist eine malaysische Squashspielerin.

## Karriere
Chan Yiwen spielt seit 2014 auf der PSA World Tour und gewann auf dieser bislang vier Titel. Ihre höchste Platzierung in der Weltrangliste erreichte sie mit Rang 62 am 12. September 2022. Bei den Südostasienspielen 2017 und 2019 gehörte sie zum malaysischen Aufgebot und gewann 2017 im Doppel sowie 2019 im Einzel jeweils die Silbermedaille. Mit der malaysischen Nationalmannschaft nahm sie außerdem bereits an Asienmeisterschaften teil und gewann 2021 mit ihr den Titel. 2022 gehörte sie zum malaysischen Kader bei der Weltmeisterschaft. 2018 und 2019 wurde sie Asienmeisterin bei den Juniorinnen.

## Erfolge
- Asienmeisterin mit der Mannschaft: 2021
- Vizeasienmeisterin im Doppel: 2024
- Gewonnene PSA-Titel: 4